# Anomis prima
Anomis prima är en fjärilsart som beskrevs av Swinhoe 1920. Anomis prima ingår i släktet Anomis och familjen nattflyn. Inga underarter finns listade i Catalogue of Life.